# Дом Мозгова
Дом Мозгова — достопримечательность, расположенная в Коломне, городской округ Коломна, Московская область. Располагается недалеко от Церкви Воздвижения Креста Господня на пересечении улиц Лазарева и Исаева под № 22 в Коломенском кремле. Является образцом провинциального русского ампира.

## Описание
Дом Мозгова — дворянский особняк стиля ампир московской школы. Построен из кирпича во второй четверти XIX века.
Одноэтажный, цокольный. Первоначально дом имел мезонин с полукруглым окном. Здание сохранило основу своей старой планировки с внутренним коридором, в котором помещалась лестница, ведущая на мезонин. Центральная гостиная украшена угловыми кафельными печами и ампирными двупольными дверями. На окнах сохранились внутренние деревянные ставни — «редкий элемент престижного стильного интерьера» — которыми закрывали окна более 100 лет назад.
Здание отреставрировано, отличается небольшими объёмами и напоминает типичное «дворянское гнездо». Местные жители в шутку называют достопримечательность «петушки» из-за своеобразной формы левого фасада, напоминающего петушиный хвост или гребень.
У дома не было постоянных хозяев. Он получил своё название от своих последних владельцев. Вместе с домом Луковникова и Крестовоздвиженской церковью образует тройной комплекс зданий в стиле классицизма.
В здании расположены памятная табличка и памятная доска. Табличка гласит:
Дом Мозгова
Типичный образец здания, выстроенного по "рекомендованному", или "образцовому", проекту в первой половине XIX века в стиле провинциального русского ампира. В XIX — начале XX вв. постоянных владельцев не имел и получил название по имени последних по времени хозяев.
На памятной доске высечено имя Героя Советского Союза гвардии лейтенанта Константина Константиновича Исаева (1923—1945).
В настоящее время Дом Мозгова служит жилым домом. В нём находится три подъезда.